# Земляков, Борис Фёдорович
Борис Фёдорович Земляков (19 июня [1 июля] 1898, Санкт-Петербург — не ранее апрель 1945, Берлин) — советский геоморфолог, геолог-четвертичник и археолог, учёный секретарь Советской секции Ассоциации по изучению четвертичного периода (АИЧПЕ) (с 1934).

## Биография
Родился 19 июня (1 июля) 1898 года в Санкт-Петербурге в семье рабочего-печатника Федора Николаевича и домохозяйки Агриппины Ивановны Земляковых.
В 1916 году окончил восьмиклассное коммерческое училище и поступил на металлургическое отделение Петроградского Политехнического института, затем перешёл на химический факультет. Одновременно, с 1917 года работал в кабинете геологии Лесного института.
С 1918 года — ассистент-химик лаборатории А. Ф. Иоффе Государственного рентгенологического и радиологического института.
В 1919 году перевёлся на естественный факультет Петроградского университета, с 1924 года ставший Ленинградским государственным университетом. В 1926 году окончил географический факультет ЛГУ по специальности «четвертичная геология, геоморфология и антропология»; его научным руководителем был А. Е. Ферсман.
С 1920 года — военнослужащий Ленинградского инженерного запасного батальона, ассистент А. Чернышёва, работавшего по военным заказам.
Преподавал на курсах геологии и минералогии Лесного института (с 1929 — Лесотехническая академия) и Историко-лингвистического института.
В 1926—1927 годах был приват-доцентом факультета языкознания и материальной культуры (Ямфак) ЛГУ, затем доцентом. С 1934 года — внештатный доцент исторического факультета ЛГУ; среди его учеников — Г. С. Бискэ.
С 1927 года — научный сотрудник, геолог, старший геолог Геологического комитета (был реорганизован во ВСЕГЕИ). В 1930-х годах входил в группу геологов-четвертичников ВСЕГЕИ, которые под руководством С. А. Яковлева, провели широкие экспедиционные исследования главным образом на севере Русской равнины (Н. А. Апухтин, Н. Г. Бер, Е. П. Бойцова, С. Г. Боч, Б. Ф. Земляков, И. И. Краснов, М. А. Лаврова, И. М. Покровская, Ю. Л. Рудовиц)
С 1934 года работал по совместительству учёным секретарем Советской секции Международной Ассоциации по изучению четвертичного периода Европы (INQUA).
В 1935 году на крайнем северо-западе Кольского полуострова, на полуострове Рыбачьем, Б. Ф. Земляковым и П. Н. Третьяковым была открыта своеобразная культура арктического палеолита, распространенная также на территории Северной Норвегии (культура Комса). Эти древние прибрежные стоянки датируются примерно 7—5 тысячелетиями до нашей эры.
В 1935 году ему была присвоена учёная степень кандидата без защиты диссертации.
Участвовал в экспедициях по изучению геоморфологии и четвертичных отложений Кумско-Каспийской низменности.
Публиковал рефераты немецких книг и статей в довоенном Бюллетене Комиссии по изучению четвертичного периода.

### Военное время
Во время войны был эвакуировался с матерью и сестрой в город Минеральные Воды.
Оказался в зоне оккупации, работал у германской администрации, составил краткий русско-немецкий географический словарь.
Пропал без вести — его видели в Киеве, ушёл с германскими войсками, последний раз был замечен в Берлине в апреле 1945 года.